# Михайловский (муниципальное образование город Ефремов)
Михайловский — посёлок в Тульской области России.
В рамках административно-территориального устройства входит в состав Лобановского сельского округа Ефремовского района, в рамках организации местного самоуправления входит в муниципальное образование город Ефремов со статусом городского округа.

## География
Посёлок находится в юго-восточной части Тульской области, в лесостепной зоне, на левом берегу реки Любашевки, к северу от автодороги 70К-139, на расстоянии примерно 8 километров (по прямой) к юго-востоку от города Ефремова, административного центра округа. Абсолютная высота — 171 метр над уровнем моря.

### Климат
Климат характеризуется как умеренно континентальный, с умеренно холодной снежной зимой и тёплым летом. Среднегодовая многолетняя температура воздуха составляет +4 — +4,6°С. Средняя температура воздуха самого холодного месяца (января) — −6,7 °C (абсолютный минимум — −46 °C), средняя температура самого тёплого (июля) — +18 °С (абсолютный максимум — +38 °C). Безморозный период длится в среднем 149 дней. Среднегодовое количество атмосферных осадков составляет 650—730 мм, из которых большая часть (около 460 мм) выпадает в тёплый период. Снежный покров держится в течение 130—145 дней. Среднегодовая скорость ветра составляет 3,6 м/с.

### Часовой пояс
Посёлок Михайловский, как и вся Тульская область, находится в часовой зоне МСК (московское время). Смещение применяемого времени относительно UTC составляет +3:00.

## Население
| 2002 | 2004 | 2010 |
| ---- | ---- | ---- |
| 102  | ↘86  | ↗95  |

### Национальный состав
Согласно результатам переписи 2002 года, в национальной структуре населения русские составляли 96 % из 102 чел.